# Pontinha
Pontinha is een plaats en freguesia in de Portugese gemeente Odivelas en telt 24.023 inwoners (2001).